# Garlogie Village Hall

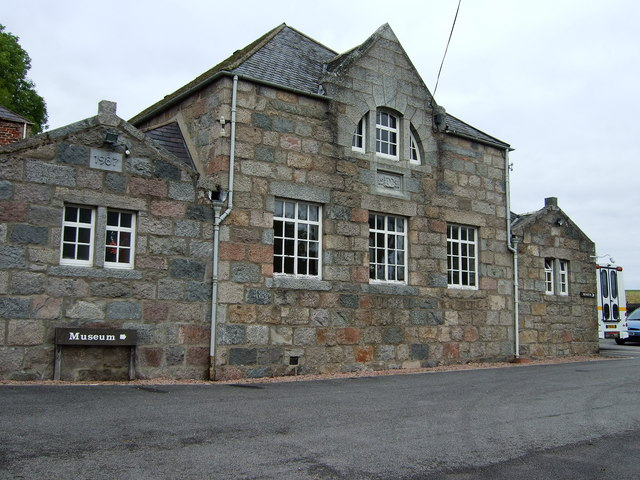
Garlogie Village Hall

Die Garlogie Village Hall befindet sich in der schottischen Ortschaft Garlogie in der Council Area Aberdeenshire. 1971 wurde das Bauwerk in die schottischen Denkmallisten in der höchsten Denkmalkategorie A aufgenommen.

## Geschichte
Seit dem 18. Jahrhundert wurde in Garlogie eine Textilmühle betrieben. Wurde die Maschinerie in den ersten Jahrzehnten durch ein Wasserrad in einem Mühlkanal, der aus dem Loch of Skene abgezweigt wurde, angetrieben, wurde um 1830 ein Maschinenhaus mit einer wassergetriebenen Balanciermaschine errichtet. 1904 wurde der Betrieb eingestellt. Ab 1923 diente die Maschine zur Stromerzeugung für ein nahegelegenes Anwesen. Überschüssiger Strom wurde bis in die 1960er Jahre in das Netz eingespeist. 1931 wurde ein Teil des Gebäudes durch David Morris zu einer Gemeindehalle umgebaut. 1989 wurde das Gebäude erweitert. Mitte der 1990er Jahre wurde im Maschinenhaus das Museum of Power eingerichtet. Die übrigen Gebäude der ehemaligen Textilmühle, die beinahe die Ausmaße der Betriebe in Dundee besaß, wurden weitgehend abgetragen.

## Beschreibung
Die Garlogie Village Hall steht am Ostrand der kleinen Siedlung. Ihr Mauerwerk besteht aus grob zu Quadern behauenem Bruchstein. In die Lukarne ist ein Thermenfenster eingelassen. Rückwärtig setzt sich das aus Backstein aufgebaute Maschinenhaus fort. Es ist mit einer eleganten dorischen Säule ausgestaltet. Die Balanciermaschine verfügt über ein 4,9 Meter durchmessendes Schwungrad und einen 6,1 Meter langen Balancier.